# Analog men
Analog men is een studioalbum van Orleans. Orleans had gedurende de jaren 90 haar meeste fans in Japan. Na het uitbrengen van het album Orleans live (het totale album was alleen daar uitgebracht) kon Orleans een tweetal toeren organiseren aldaar. In de Verenigde Staten dreigde vergetelheid. Gezien die verhouding werd Analog men alleen in Japan uitgebracht. Opnamen vonden wel plaats in de VS en wel te Paradise Way te Saugerties (New York).

## Musici
- John Hall – zang, gitaar
- Larry Hoppen – zang, gitaar, toetsinstrumenten, percussie, melodica
- Lance Hoppen – zang, basgitaar
- Bob Leinbach – toetsinstrumenten, zang
- Peter O’Brien – slagwerk, percussie

Met
- Tony Levin – Chapman Stick op Heaven
- Rob Leon – basgitaar op My idea of love
- Arno Lucas – Amy Fradon, Pam gerson, Nanette Mahler, Debbie Lan, Jessie Kislin – zang op Serenity
- Robbie Dupree – mondharmonica op Dance with me
- Warren Bernhardt – piano op Love 2 watch

## Muziek
| Nr. | Titel                                                           | Duur |
| --- | --------------------------------------------------------------- | ---- |
| 1.  | My idea of love (Larry Hoppen, Hall, Leinbach)                  | 4:37 |
| 2.  | Love’s not just for other people (Larry Hoppen, Hall, Leinbach) | 4:21 |
| 3.  | Fat city (Leinbach, Larry/Lance Hoppen, Hall)                   | 5:29 |
| 4.  | Love 2 watch (Larry/Lance Hoppen, Hall, Leinbach)               | 4:49 |
| 5.  | Serenity (Hall, Leinbach)                                       | 4:20 |
| 6.  | Heaven (Larry/Lance Hoppen, Hall, Leinbach)                     | 5:15 |
| 7.  | Analog man (John en Johanna Hall)                               | 6:21 |
| 8.  | Dance with Me (John en Johanna Hall)                            | 4:14 |
| 9.  | Back to your arms (Leinbach, Tad Wise)                          | 4:11 |
| 10. | One way or another (Larry/Lance Hoppen, Hall, Leinbach)         | 4:41 |
| 11. | Keep on changin’ (Larry Hoppen, hall, Leinbach)                 | 4:20 |